# Cher at the Colosseum
Cher at the Colosseum (en español: Cher en el Coliseo) fue una residencia de conciertos realizada en El Coliseo del Caesars Palace de Las Vegas por la cantante estadounidense Cher para conmemorar su regreso a los escenarios. Afectada por una depresión, Cher decide regresar a la música después de haber dicho que «Ya nunca más quería hacerlo».
En el show se incluyen bailarines, acróbatas, efectos especiales y un sinnúmero de atuendos, todos ellos creados por el diseñador Bob Mackie. Muchos admiradores de Cher opinan que es el mejor concierto de ésta hasta la fecha.

## Lista de canciones 2009
1. "Introducción"
2. "I Still Haven't Found What I'm Looking For"
  - "Laverne"
  - "I've Gotta Be Me"
3. "Love Is a Battlefield"
  - Video de intermedio: "It's the Little Things"
4. "The Beat Goes On" (Dueto con Sonny Bono en pantalla gigante)
5. "All I Really Want to Do"
  - "Primer diálogo"
  - "Grand Canyon Closet Monologue" (Intermedio de bailarines)
6. "Medley"
  - "Half-Breed"
  - "Gypsies, Tramps & Thieves"
  - "Dark Lady"
7. Baile de intermedio: "Burn Baby Burn/Y.M.C.A."
8. "Don't Leave Me This Way"
9. "Take Me Home"
10. "Love Hurts"
  - Video de intermedio: Diálogos de Cher en el cine
11. "After All" (Dueto con Paul Markovich)
12. "Walking In Memphis"
13. "Let The Good Times Roll"
  - Video de intermedio: "Ain’t Nobody’s Business"
14. "Strong Enough"
15. "If I Could Turn Back Time"
16. "Believe"
17. "Believe final"

## Personal
- Voz principal: Cher
- Voz secundaria: Stacy Campbell
- Voz secundaria: Jenny Douglas-McRae
- Director musical y coreografía: Doriana Sanchez
- Diseñador de vestuario: Bob Mackie
- Publicista: Liz Rosemberg

### Banda
- Teclados/Voz: Paul Mirkovich
- Guitarra/Voces secundarias: David Barry
- Tambores: Mark Schulman
- Teclado: Darrell Smith
- Bajo: Alexander Krivstov

### Bailarines
- Melissa Cabrera
- Jackie Dowsett
- Suzanne Easter
- Scott Fowler
- Stephanie Landwehr

## Conciertos
| Las Vegas           |           |                |                |
| 25 de abril de 2009 | Las Vegas | Estados Unidos | Caesars Palace |
| 26 de abril de 2009 | Las Vegas | Estados Unidos | Caesars Palace |
| 28 de abril de 2009 | Las Vegas | Estados Unidos | Caesars Palace |
| 29 de abril de 2009 | Las Vegas | Estados Unidos | Caesars Palace |
| 2 de mayo de 2009   | Las Vegas | Estados Unidos | Caesars Palace |
| 3 de mayo de 2009   | Las Vegas | Estados Unidos | Caesars Palace |
| 5 de mayo de 2009   | Las Vegas | Estados Unidos | Caesars Palace |
| 6 de mayo de 2009   | Las Vegas | Estados Unidos | Caesars Palace |
| 9 de mayo de 2009   | Las Vegas | Estados Unidos | Caesars Palace |
| 10 de mayo de 2009  | Las Vegas | Estados Unidos | Caesars Palace |
| 12 de mayo de 2009  | Las Vegas | Estados Unidos | Caesars Palace |
| 13 de mayo de 2009  | Las Vegas | Estados Unidos | Caesars Palace |
| 16 de mayo de 2009  | Las Vegas | Estados Unidos | Caesars Palace |
| 17 de mayo de 2009  | Las Vegas | Estados Unidos | Caesars Palace |
| 19 de mayo de 2009  | Las Vegas | Estados Unidos | Caesars Palace |
| 20 de mayo de 2009  | Las Vegas | Estados Unidos | Caesars Palace |
| 23 de mayo de 2009  | Las Vegas | Estados Unidos | Caesars Palace |
| 24 de mayo de 2009  | Las Vegas | Estados Unidos | Caesars Palace |

## Venta de Tickets
| Eventos Las Vegas                      | Resultados |
| -------------------------------------- | ---------- |
| 8 de septiembre-14 de septiembre, 2008 | No.1       |
| 1 de septiembre-7 de septiembre, 2008  | No.1       |
| 25 de agosto-31 de agosto, 2008        | No.1       |
| 18 de agosto-24 de agosto, 2008        | No.1       |
| 11 de agosto-17 de agosto, 2008        | No.1       |
| 4 de agosto-10 de agosto, 2008         | No.1       |
| 28 de julio-3 de agosto, 2008          | No.1       |
| 21 de julio-27 de julio, 2008          | No.1       |
| 14 de julio-20 de julio, 2008          | No.2       |
| 7 de julio-13 de julio, 2008           | No.2       |
| 30 de junio-6 de julio, 2008           | No.2       |
| 23 de junio-29 de junio, 2008          | No.2       |
| 16 de junio-22 de junio, 2008          | No.2       |
| 9 de junio-15 de junio 2008            | No.2       |
| 2 de junio-8 de junio 2008             | No.2       |
| 26 de mayo-1 de junio 2008             | No.2       |
| 19 de mayo-25 de mayo 2008             | No.1       |
| 12 de mayo-18 de mayo 2008             | No.1       |
| 5 de mayo-11 de mayo 2008              | No.1       |
| 28 de abril-4 de mayo 2008             | No.1       |
| 21 de abril-27 de abril 2008           | No.1       |
| 14 de abril-20 de abril 2008           | No.1       |
| 7 de abril-13 de abril 2008            | No.1       |
| 31 de marzo-6 de abril 2008            | No.1       |
| 24 de marzo-30 de marzo 2008           | No.1       |
| 17 de marzo-23 de marzo 2008           | No.1       |
| 10 de marzo-16 de marzo 2008           | No.1       |
| 3 de marzo-9 de marzo 2008             | No.2       |
| 25 de febrero-2 de marzo 2008          | No.2       |
| 18 de febrero-24 de febrero 2008       | No.2       |
| 11 de febrero-17 de febrero 2008       | No.1       |
| 4 de febrero-10 de febrero 2008        | No.1       |

| Top Grandes Conciertos                | Resultados |
| ------------------------------------- | ---------- |
| 1 de septiembre-7 de septiembre, 2008 | No.5       |
| 25 de agosto-31 de agosto, 2008       | No.6       |
| 18 de agosto-24 de agosto, 2008       | No.6       |
| 11 de agosto-17 de agosto, 2008       | No.3       |
| 4 de agosto-10 de agosto, 2008        | No.9       |
| 19 de mayo-25 de mayo 2008            | No.10      |
| 12 de mayo-18 de mayo 2008            | No.7       |
| 5 de mayo-11 de mayo 2008             | No.3       |
| 28 de abril-4 de mayo 2008            | No.7       |
| 4 de febrero-10 de febrero 2008       | No.8       |

| Top Eventos Combinados                | Resultados |
| ------------------------------------- | ---------- |
| 1 de septiembre-7 de septiembre, 2008 | No.16      |
| 25 de agosto-31 de agosto, 2008       | No.13      |
| 18 de agosto-24 de agosto, 2008       | No.16      |
| 11 de agosto-17 de agosto 2008        | No.10      |
| 12 de mayo-18 de mayo 2008            | No.12      |
| 5 de mayo-11 de mayo 2008             | No.6       |
| 28 de abril-4 de mayo 2008            | No.13      |
| 21 de abril-27 de abril 2008          | No.18      |
| 11 de febrero-17 de febrero 2008      | No.18      |

## Ingresos totales por fecha
| Billboard BOXSCORE - El coliseo del Caesars Palace | Billboard BOXSCORE - El coliseo del Caesars Palace | Billboard BOXSCORE - El coliseo del Caesars Palace | Billboard BOXSCORE - El coliseo del Caesars Palace | Billboard BOXSCORE - El coliseo del Caesars Palace |
| Fecha (M/D/A)                                      | Posición                                           | Ingresos por ventas                                | Boletas vendidas / Disponibles                     | Éxito de taquilla (%)                              |
| -------------------------------------------------- | -------------------------------------------------- | -------------------------------------------------- | -------------------------------------------------- | -------------------------------------------------- |
| 05-21-08                                           | 3                                                  | $2,547,560                                         | 16,870 / 16,870                                    | 100%                                               |
| 05-28-08                                           | 4                                                  | $2,569,083                                         | 16,962 / 16,962                                    | 100%                                               |
| 06-04-08                                           | 3                                                  | $2,584,217                                         | 17,022 / 17,022                                    | 100%                                               |
| 06-11-08                                           | 12                                                 | $2,589,078                                         | 17,056 / 17,056                                    | 100%                                               |
| 08-16-08                                           | 2                                                  | $1,895,526                                         | 12,477 / 12,808                                    | 97%                                                |
| 08-23-08                                           | 2                                                  | $2,591,497                                         | 17,078 / 17,078                                    | 100%                                               |
| 08-30-08                                           | 5                                                  | $2,573,670                                         | 17,061 / 17,061                                    | 100%                                               |
| 09-13-08                                           | 9                                                  | $2,538,438                                         | 16,634 / 16,945                                    | 98%                                                |
| 09-13-08                                           | 11                                                 | $1,739,643                                         | 11,600 / 12,375                                    | 94%                                                |
| 09-20-08                                           | 10                                                 | $1,290,796                                         | 8,517 / 8,517                                      | 100%                                               |
| 09-27-08                                           | 2                                                  | $2,596,618                                         | 17,081 / 17,081                                    | 100%                                               |
| 10-18-08                                           | 3                                                  | $1,294,960                                         | 8,530 / 8,530                                      | 100%                                               |
| 03-14-09                                           | 2                                                  | $3,331,455                                         | 22,134 / 23,819                                    | 93%                                                |
| 03-28-09                                           | 3                                                  | $1,844,510                                         | 12,606 / 14,909                                    | 85%                                                |
| 03-28-09                                           | 2                                                  | $1,912,403                                         | 13,124 / 15,069                                    | 87%                                                |
| 04-04-09                                           | 6                                                  | $1,911,450                                         | 13,095 / 15,166                                    | 86%                                                |
| 05-09-09                                           | 2                                                  | $3,294,601                                         | 22,442 / 24,595                                    | 91%                                                |
| 05-30-09                                           | 9                                                  | $1,781,525                                         | 12,716 / 15,771                                    | 81%                                                |
| 06-06-09                                           | 1                                                  | $3,845,125                                         | 26,493 / 29,983                                    | 88%                                                |
| TOTAL / PROMEDIO                                   | 3                                                  | $44,732,155                                        | 299,498 / 317,617                                  | 94%                                                |